# Harrap's Shorter French Dictionary
Le Harrap's Shorter French Dictionary, publié par Chambers Harrap Publishers, est l'un des dictionnaires bilingues anglais/français les plus connus au Royaume-Uni et en France. La huitième édition a été publiée en avril 2007. Aux États-Unis, il est vendu sous le titre Harrap's French and English College Dictionary.
Le Shorter est un dictionnaire en un seul volume qui a commencé comme une version concise du Harrap's French Standard Dictionary (aujourd'hui Harrap's Unabridged French Dictionary, maintenant en ligne sur Harrap's Online, vendu en deux volumes et révisé pour la dernière fois en mars 2007 ). La version française a été vendue pour la dernière fois sous le nom de Harrap's Unabridged , avant d'être revendue par les éditions Larousse.
La première édition du Shorter a été publiée en deux volumes, le livre français-anglais en 1940 et l'anglais-français quatre ans plus tard . Des éditions révisées ont été publiées en 1967, 1982, 1991, 1996, 2000, 2004 et 2007. En 2009, une nouvelle édition a été publiée sous le titre Chambers French Dictionary.
Parmi les ouvrages concurrents figurent le Collins-Robert French Dictionary (en) et l'Oxford-Hachette French Dictionary: French–English English–French (en).